# Van Swinderen

Geslachtswapen Van Swinderen (1817)

Van Swinderen (ook: Gerlacius van Swinderen en: De Marees van Swinderen) is een geslacht waarvan leden sinds 1817 tot de Nederlandse adel behoren.

## Geschiedenis
De stamreeks begint met Johan van Swinderen die omstreeks 1554 werd geboren, vermoedelijk tingieter en koperslager was, in 1598 burger van Zutphen werd en daar in 1619 overleed. Telgen werden veelal jurist en speelden een rol in de provincie Groningen, op lokaal en nationaal niveau als bestuurders, en in de diplomatieke dienst. De familie verbond zich met vele andere Groningse bestuurdersfamilies en bewoonde verscheidene historische landhuizen.
Bij Koninklijk Besluit van 27 december 1817 werden twee leden van het geslacht verheven in de Nederlandse adel. In 1825 werd een telg benoemd in de Ridderschap van Friesland.

## Bezittingen
De familie was verbonden aan enkele historische (land)huizen, waaronder Allersma, huis Driewegen te Nijmegen, Lemferdinge, Lunenburg, Lycklamabosch te Nijemirdum, Rensuma, huis Meerwijk (Midlaren), Huize Rijs en Wybrandastate. Via Anna Maria Trip (1712-1778) kwam het Groningse Feithhuis in het bezit van dit geslacht hetgeen het tot 1851 zou blijven. Daarnaast is de orgelbalustrade in de Kerk van Sondel voorzien van de vermelding Ter nagedachtenis van vrouwe Octavia Cornelia Suzanne van Swinderen. Weduwe van C. Star Numan.

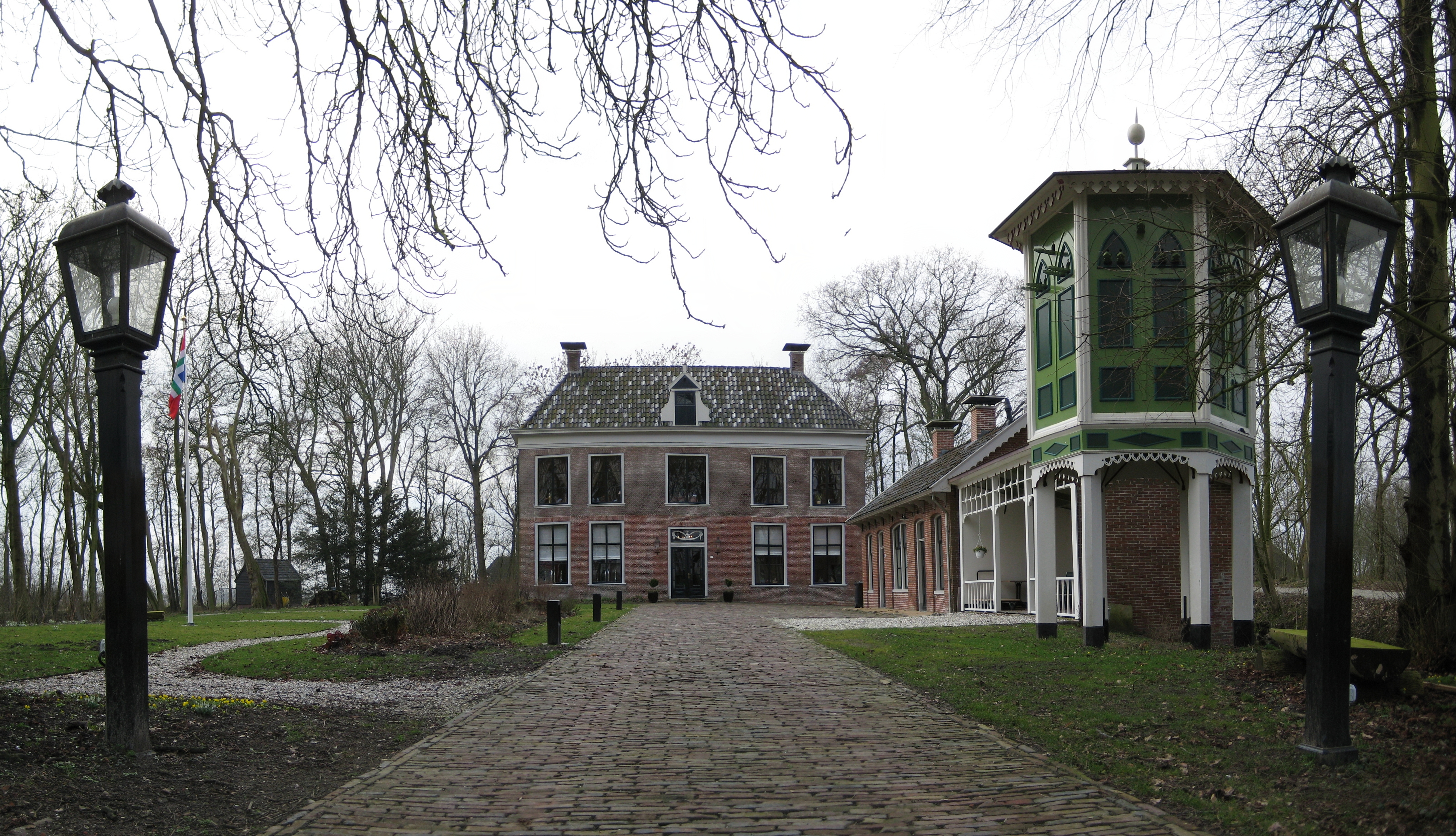
Allersmaborg (2009)
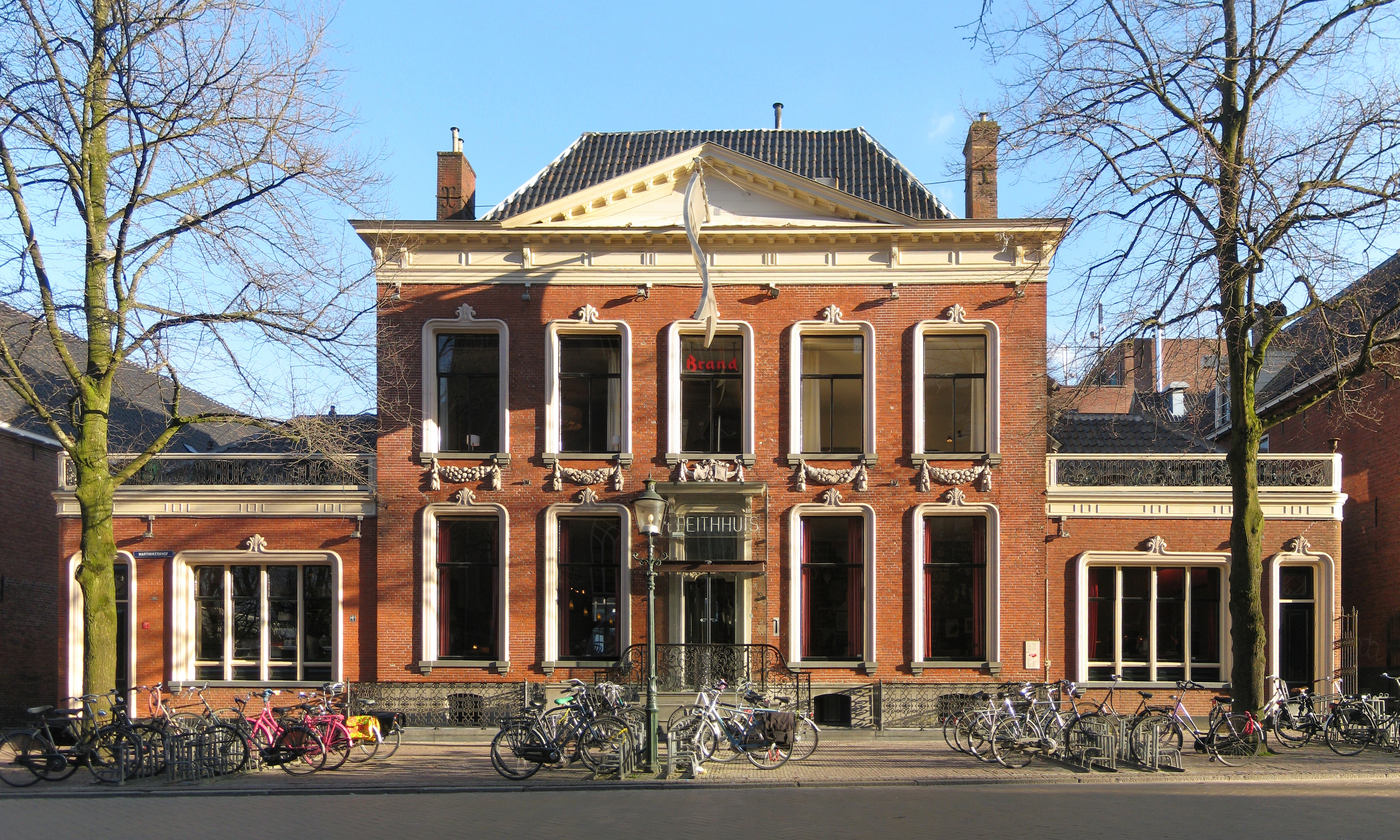
Feithhuis (2012)
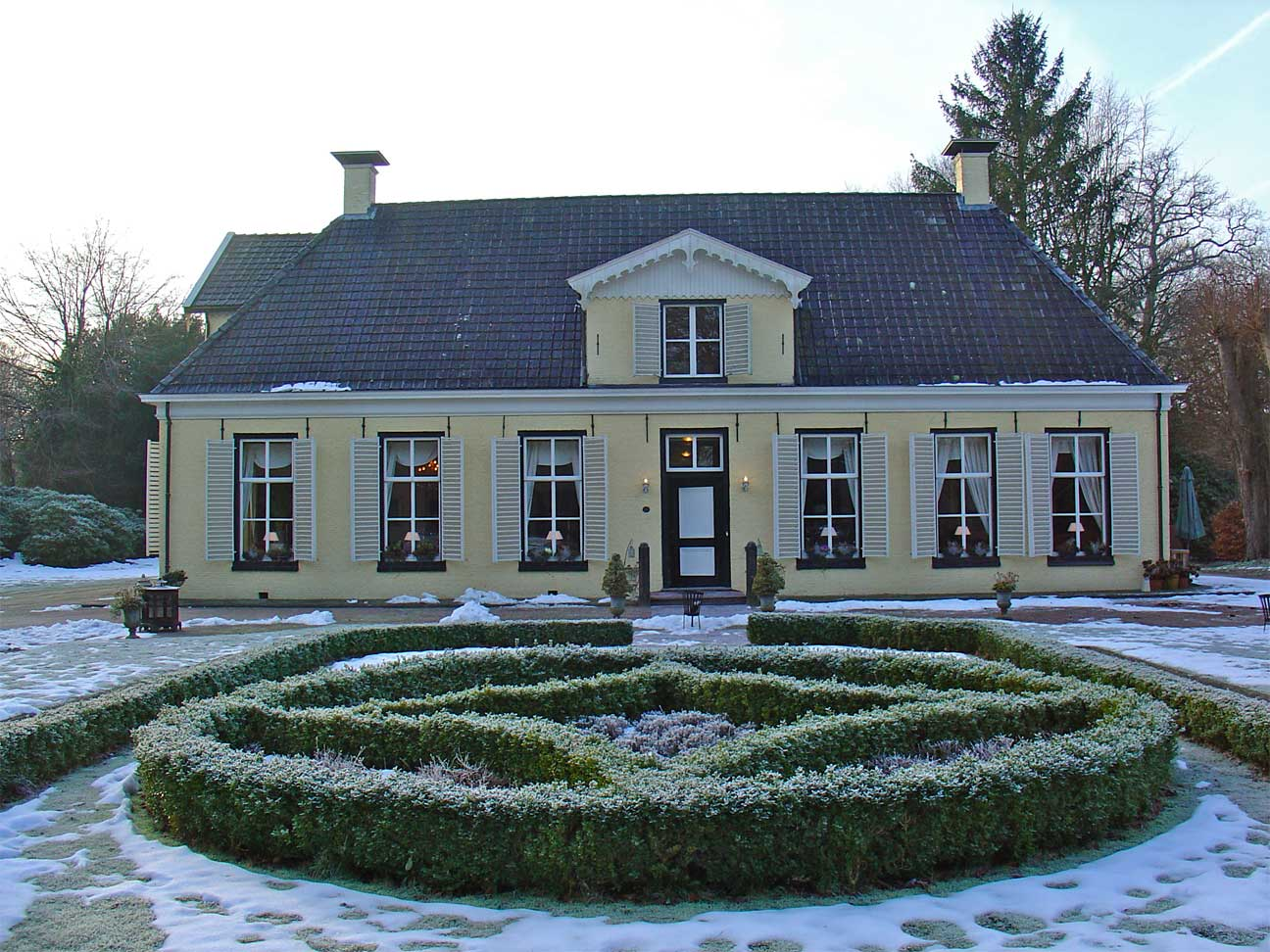
Lemferdinge (2009)
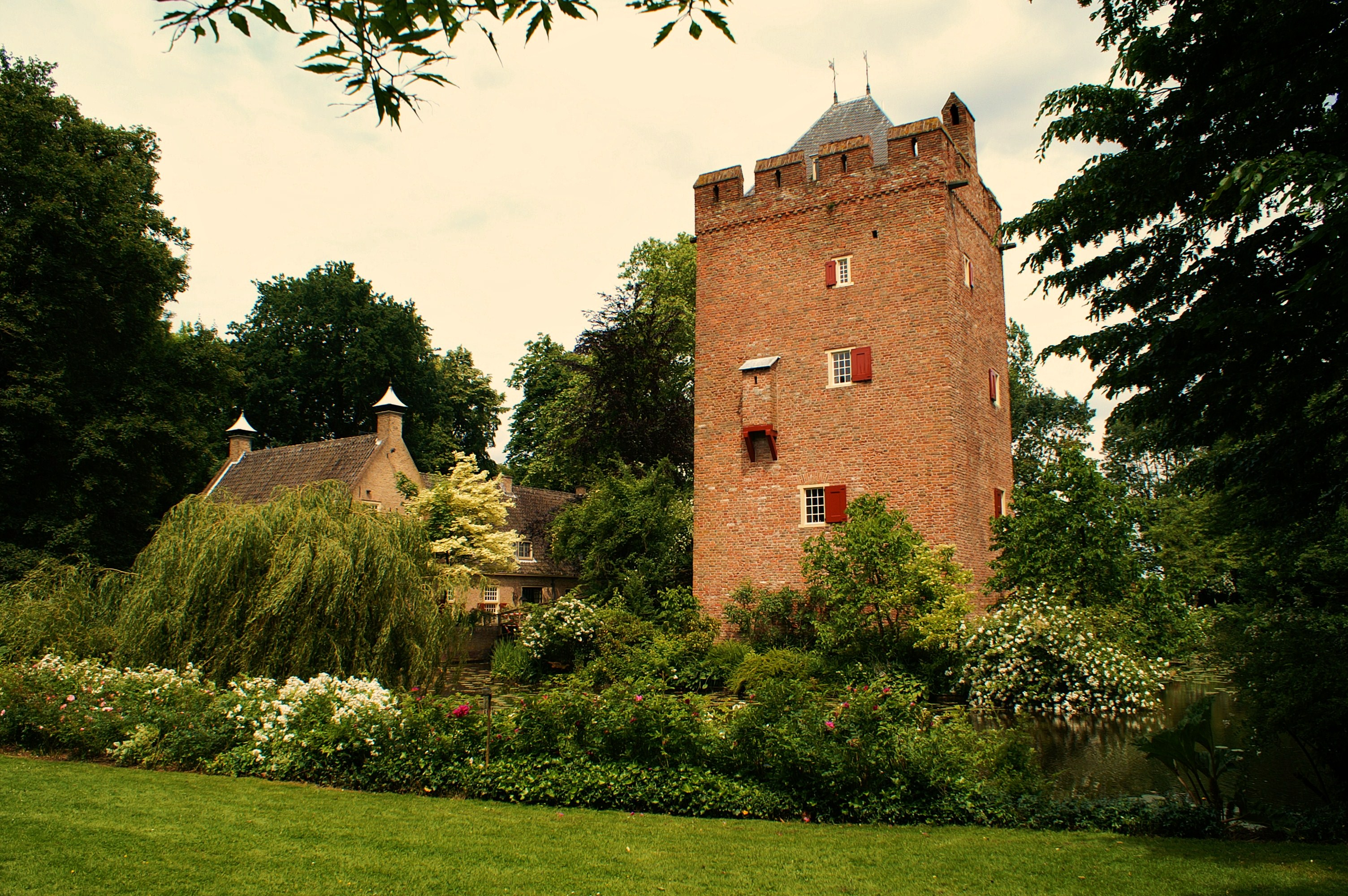
Kasteel Lunenburg (2009)
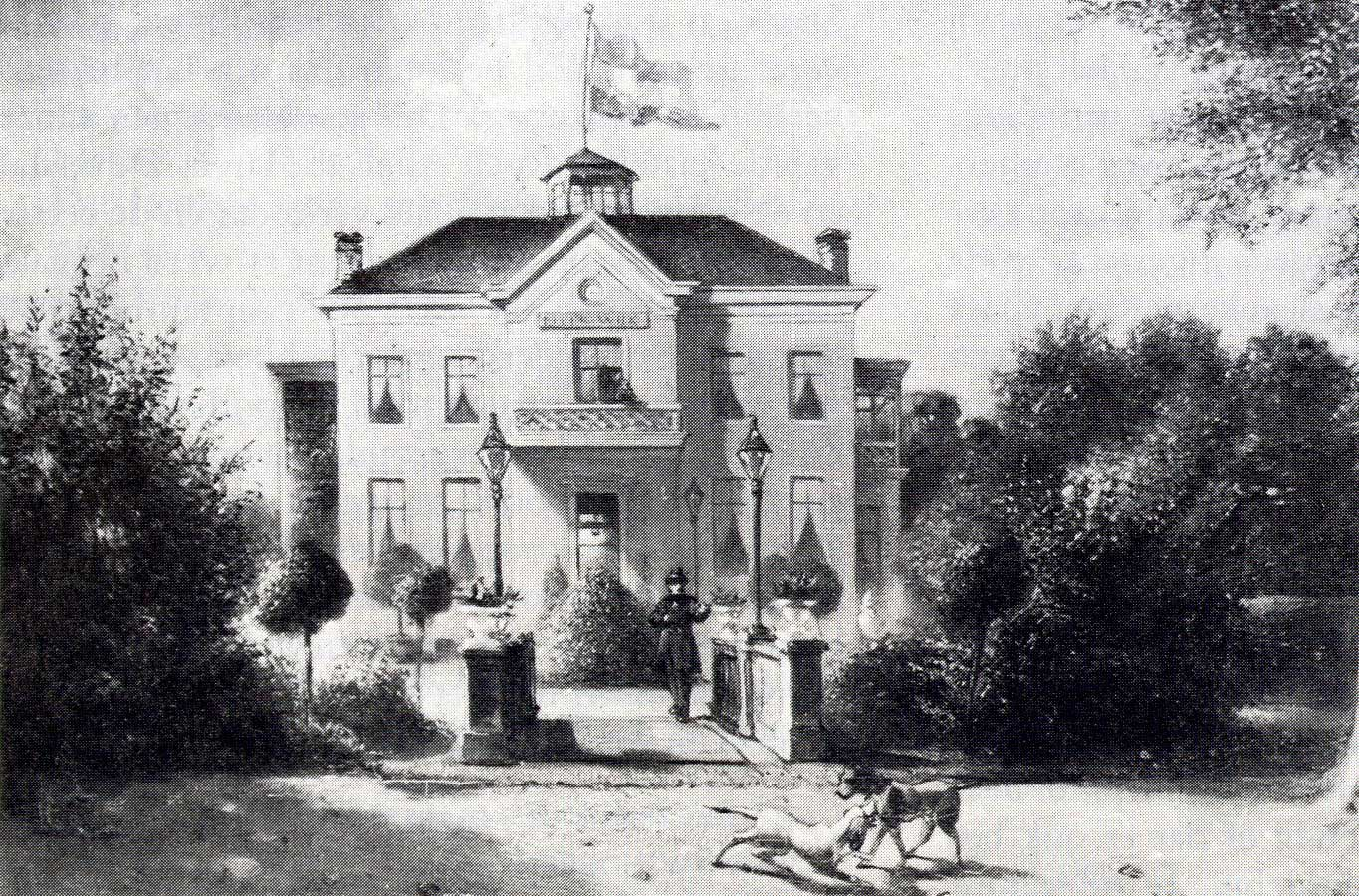
Meerwijk
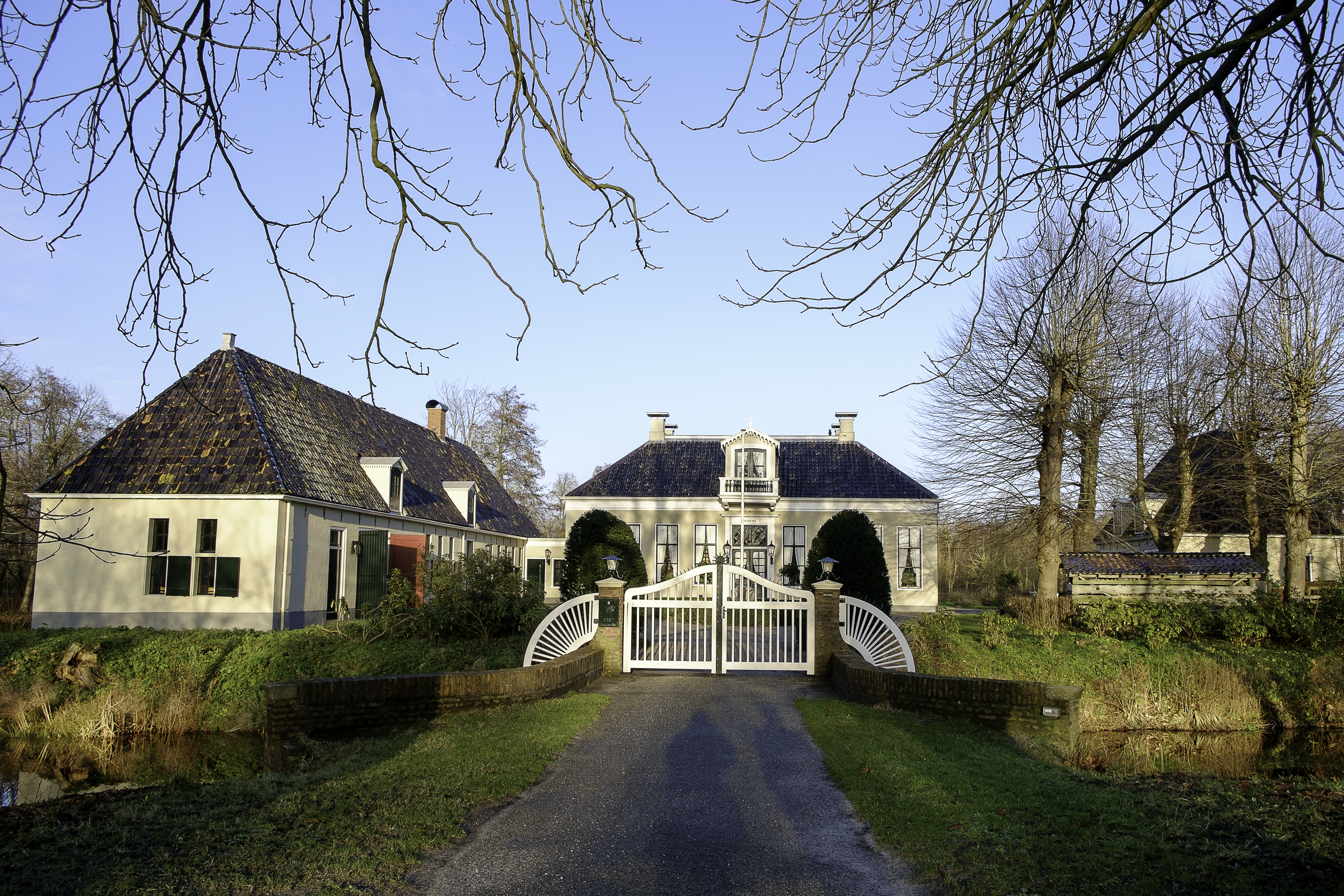
Rensumaborg (2014)
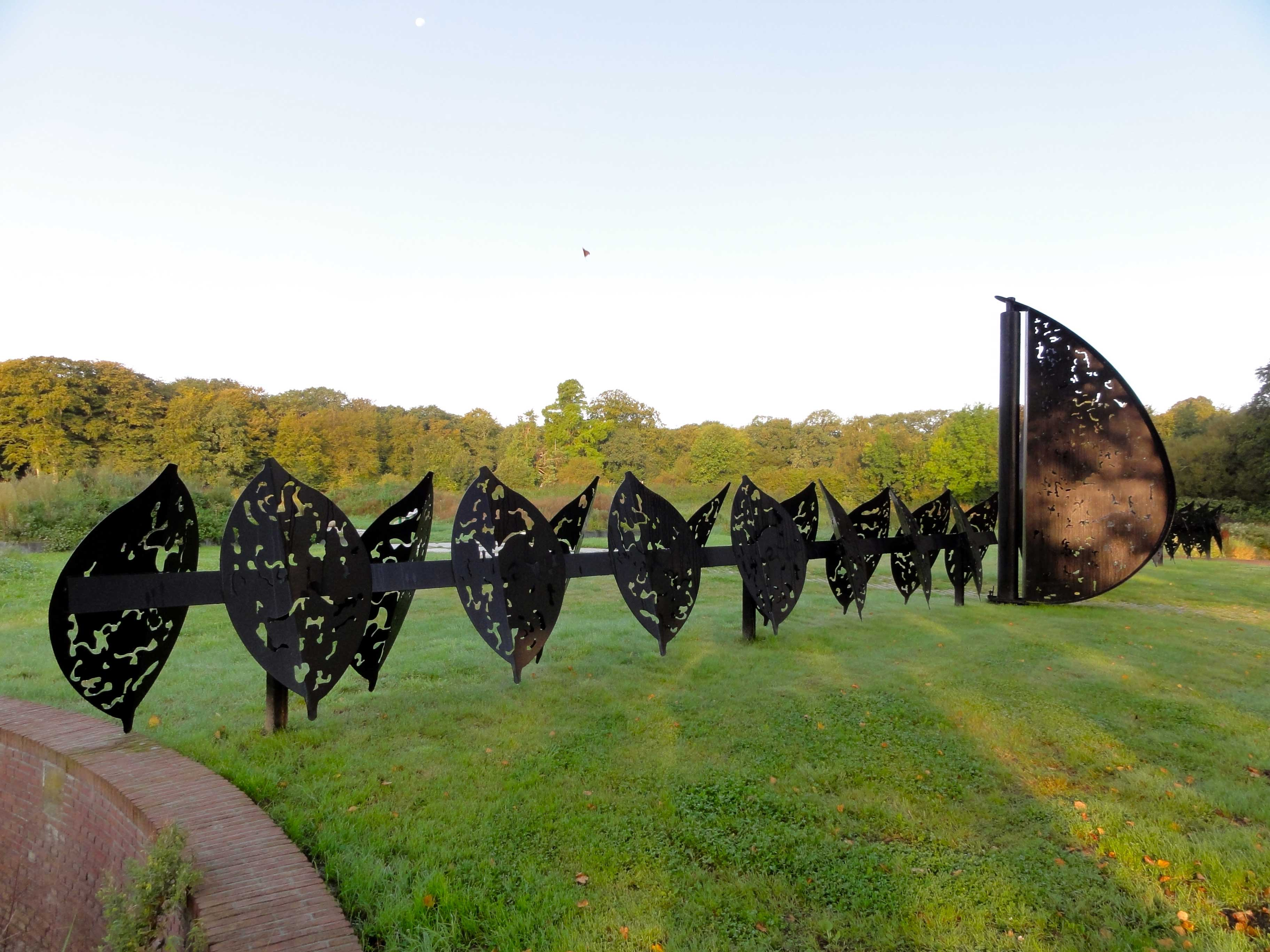
Huize Rijs (2011)

## Enkele telgen
Wicher van Swinderen (1688-1764), bestuurder en onder andere burgemeester van Groningen; trouwde in 1731 met Anna Maria Trip (1712-1778), stichter van een poppenhuis dat tot 2019 in de familie Van Swinderen bleef en in dat laatste jaar werd aangeboden op de TEFAF, verkocht voor € 1 miljoen aan de Martens-Mulder Stichting en in bruikleen afgestaan aan Rijksmuseum Twenthe
- Mr. Albert Hendrik van Swinderen (1732-1802), bestuurder; trouwde in 1755 met Johanna de Marees, vrouwe van Allersma (1736-1766) waardoor de borg Allersma in het geslacht Van Swinderen kwam en de samengestelde geslachtsnaam De Marees van Swinderen werd aangenomen
  - Jhr. mr. Reneke de Marees van Swinderen, heer van Allersma (1764-1848), lid Provinciale en Gedeputeerde Staten van Groningen
    - Jhr. mr. Reneke de Marees van Swinderen (1796-1828), advocaat en rentmeester
      - Jhr. mr. Reneke Meinard Adriaan de Marees van Swinderen, heer van Allersma (1823-1899), notaris en lid Provinciale Staten van Groningen
        - Jhr. mr. Reneke Meinard Adriaan de Marees van Swinderen (1857-1899), hogeschoolrijder circussen

      - Jhr. mr. Cornelis de Marees van Swinderen (1828-1867), burgemeester van Noorddijk
        - Jhr. mr. Reneke de Marees van Swinderen (1860-1955), minister en diplomaat
          - Jkvr. Anna Judith Elisabeth de Marees van Swinderen (1906-1999); trouwde in 1931 met Frederick Robert Hoyer Millar, 1st Baron Inchyra (1900-1989), Brits topdiplomaat

        - Jhr. mr. Dirk Rudolph de Marees van Swinderen (1862-1943), lid gemeenteraad en wethouder van Groningen, kamerheer van de koningin
          - Jhr. dr. Cornelis (Kees) de Marees van Swinderen (1890-1961), ambtenaar en journalist

    - Jhr. mr. Wicher Meijnart de Marees van Swinderen (1802-1858), rechter, lid Ridderschap en Provinciale Staten van Groningen
      - Jkvr. Meinardina Adriana de Marees van Swinderen (1841-1876), overleden huis Driewegen te Nijmegen; trouwde in 1873 met Popko ter Spill (1844-1917), literator onder de naam Scato
        - Mr. dr. Johan Hugo Wicher Quirijn ter Spill (1874-1948), lid Tweede Kamer

      - Jkvr. Quirina Jacoba Johanna de Marees van Swinderen (1843-1887); trouwde in 1878 met Jan Hugo ter Spill (1846-1896), burgemeester van Hendrik-Ido-Ambacht en Zandvoort en broer van Popko ter Spill (1844-1917)
      - Jhr. mr. Meijnart Johan de Marees van Swinderen (1849-1896), burgemeester, wethouder
        - Jhr. dr. Johan Wytsius de Marees van Swinderen (1888-1945), hoofdassistent zoölogie aan de Rijksuniversiteit Utrecht
          - Jhr. Quirijn Pieter Antoni de Marees van Swinderen (1921-2011), diplomaat en mecenas van het Groninger Museum
          - Jhr. Wicher Meynart de Marees van Swinderen (1922-?), laatste mannelijke telg van de tak De Marees van Swinderen

      - Jhr. Quirijn Pieter Anthoni (Toon) de Marees van Swinderen (1854-1902), paardenfokker en landeigenaar, bewoner van Lemferdinge
- Mr. Wicher van Swinderen (1745-1821), bestuurder en lid Grote Vergadering 1814
  - Jhr. mr. Oncko van Swinderen, heer van Rensuma (1775-1850), bestuurder en onder andere voorzitter Tweede Kamer; trouwde in 1796 Quirina Jacoba Johanna Gerlacius (1775-1846), waarna nageslacht de naam Gerlacius van Swinderen ging voeren
    - Jhr. mr. dr. Wicher van Swinderen (1802-1836), bestuurder en grietman, overleden op Wybrandastate en bewoner van Lycklamabosch te Nijemirdum
    - Jhr. Gerard Regnier Gerlacius van Swinderen (1804-1879), grietman en burgemeester, lid Eerste Kamer, overleden op huis Lunenburg
      - Jkvr. Albertina Constantia van Swinderen (1835-1914), geboren op Huize Rijs, overleden op huis Dijkhof te Twello; trouwde in 1869 met mr. Jacobus baron van der Feltz (1825-1904), burgemeester van Voorst
      - Jhr. mr. Jan Hendrik Frans Karel van Swinderen, heer van Lunenburg (1837-1902), lid van de Tweede Kamer en van de Eerste Kamer, bewoner van huis Rijs te Balk
        - Jkvr. Constantia Johanna Anna Digna van Swinderen (1868-1943); trouwde in 1890 met mr. Arend Anne baron van der Feltz (1862-1940), jurist
        - Jhr. Louis Ferdinand Anton van Swinderen (1874-1932), bankdirecteur
          - Jhr. mr. Gerard Regnier Gerlacius van Swinderen (1906-1992), diplomaat
            - Jhr. Louis Ferdinand Anton (Ferd) Gerlacius van Swinderen (1938-2013), procuratiehouder en laatste mannelijke telg van de tak Gerlacius van Swinderen

    - Jkvr. Octavia Cornelia Susanna van Swinderen (1806-1896), aan wie een nagedachtenisplaquette in de Kerk van Sondel is gewijd; trouwde in 1834 met prof. mr. Cornelis Star Numan (1807-1857), hoogleraar staatsrecht te Groningen, telg uit het geslacht Numan
      - Mr. Oncko Wicher Star Numan (1840-1899), griffier Eerste Kamer

    - Jhr. mr. Oncko Quirijn Jacob Johan van Swinderen (1812-1870), advocaat, overleden op huis Meerwijk (Midlaren)
      - Jhr. mr. Petrus Johannes van Swinderen (1842-1911), jurist en vicepresident van de Raad van State
        - Jhr. mr. Gustaaf Willem Hendrik van Swinderen (1877-1932), kamerjonker en kamerheer van de koningin
        - Jhr. Quirijn Johan van Swinderen (1880-1959), burgemeester van Loosduinen; trouwde in tweede echt in 1940 met Olga Ernestine Henriette van Eeghen, vrouwe van Berkenrode (1889-1954)
          - Jhr. Willem Hendrik van Swinderen (1919-1952), werkzaam bank; trouwde in 1946 met jkvr. Anna Adriana Röell (1921-2012), erfde van haar oom mr. Reint Hendrik baron de Vos van Steenwijk tot Dikninge (1878-1959) Huis Dickninge waarvan zij het tolhuis bewoonde, dochter van mr. dr. Antonie baron Röell (1864-1940), Commissaris van de Koningin
            - Jhr. ir. Quirijn Antonie van Swinderen (1946), architect en chef de famille

          - Jhr. drs. Reneke Alexander van Swinderen (1926-2009), topambtenaar ministerie van Buitenlandse Zaken

        - Jkvr. Bernardina Isabelle van Swinderen (1885-1954), eerste hofdame en hofdame honoraire van de koninginnen

      - Jkvr. Johanna Agathe van Swinderen (1844-1898); trouwde in 1873 met haar volle neef mr. Oncko Wicher Star Numan (1840-1899), griffier Eerste Kamer en bewoners van Sophiahof, telg uit het geslacht Numan

    - Jhr. Theodorus van Swinderen (1815-1861), burgemeester van Uithuizermeeden en overleden op Rensumaborg

  - Prof. dr. Theodorus van Swinderen (1784-1851), hoogleraar natuurlijke historie in Groningen

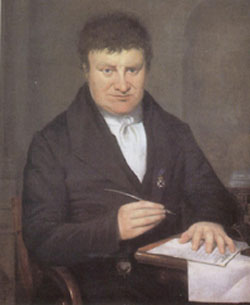
Theodorus van Swinderen (1784-1851) door Cornelis Bernardus Buijs in 1851
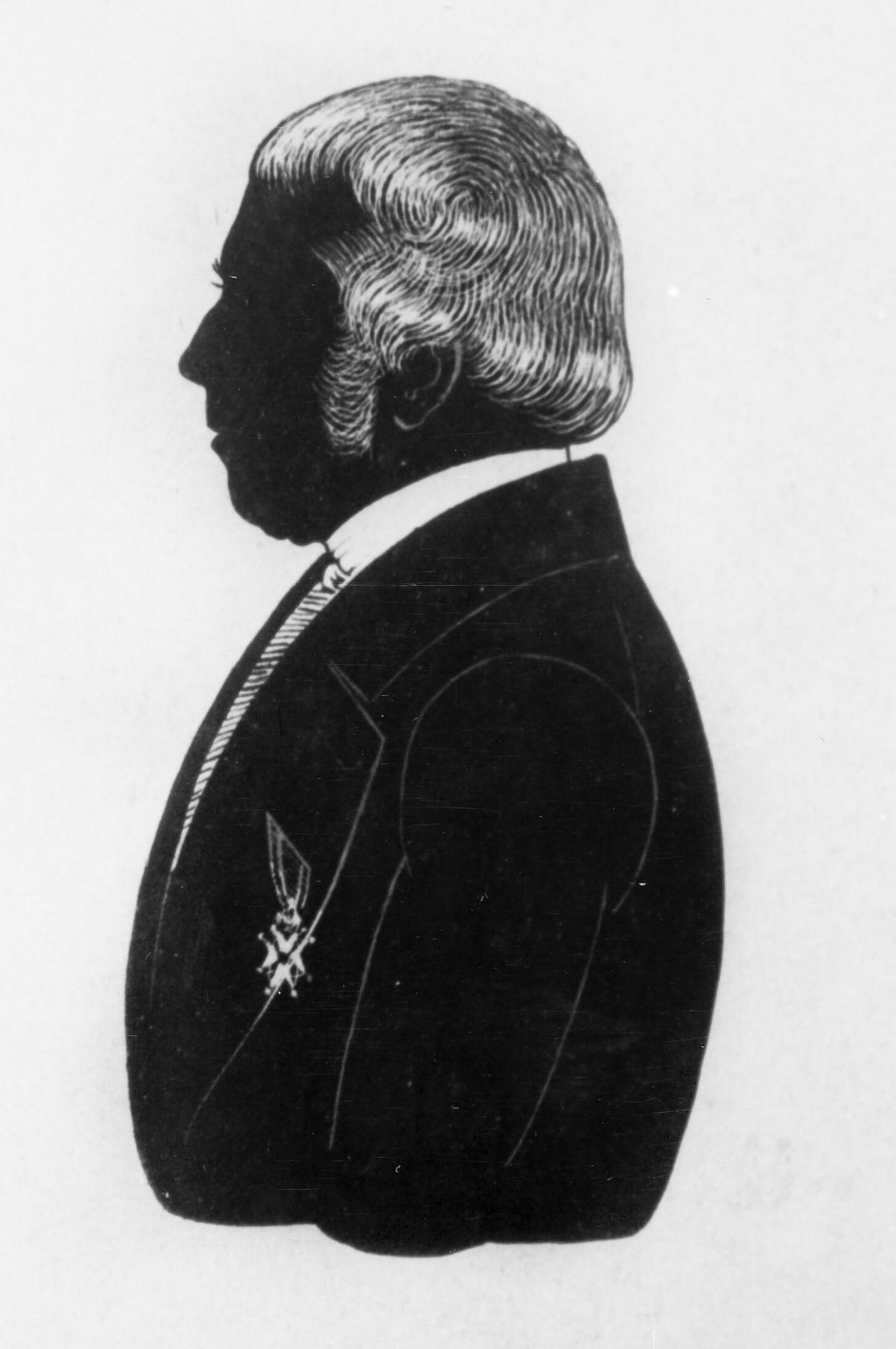
Oncko van Swinderen van Rensuma (1775-1850)
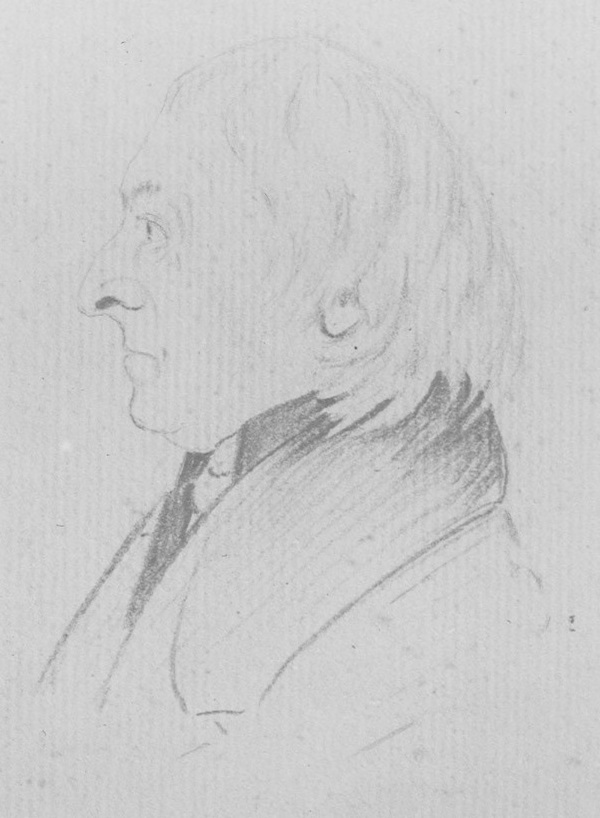
Reneke de Marees van Swinderen (1764-1848) door  jhr. mr. Wolter Gockinga (1812-1883)
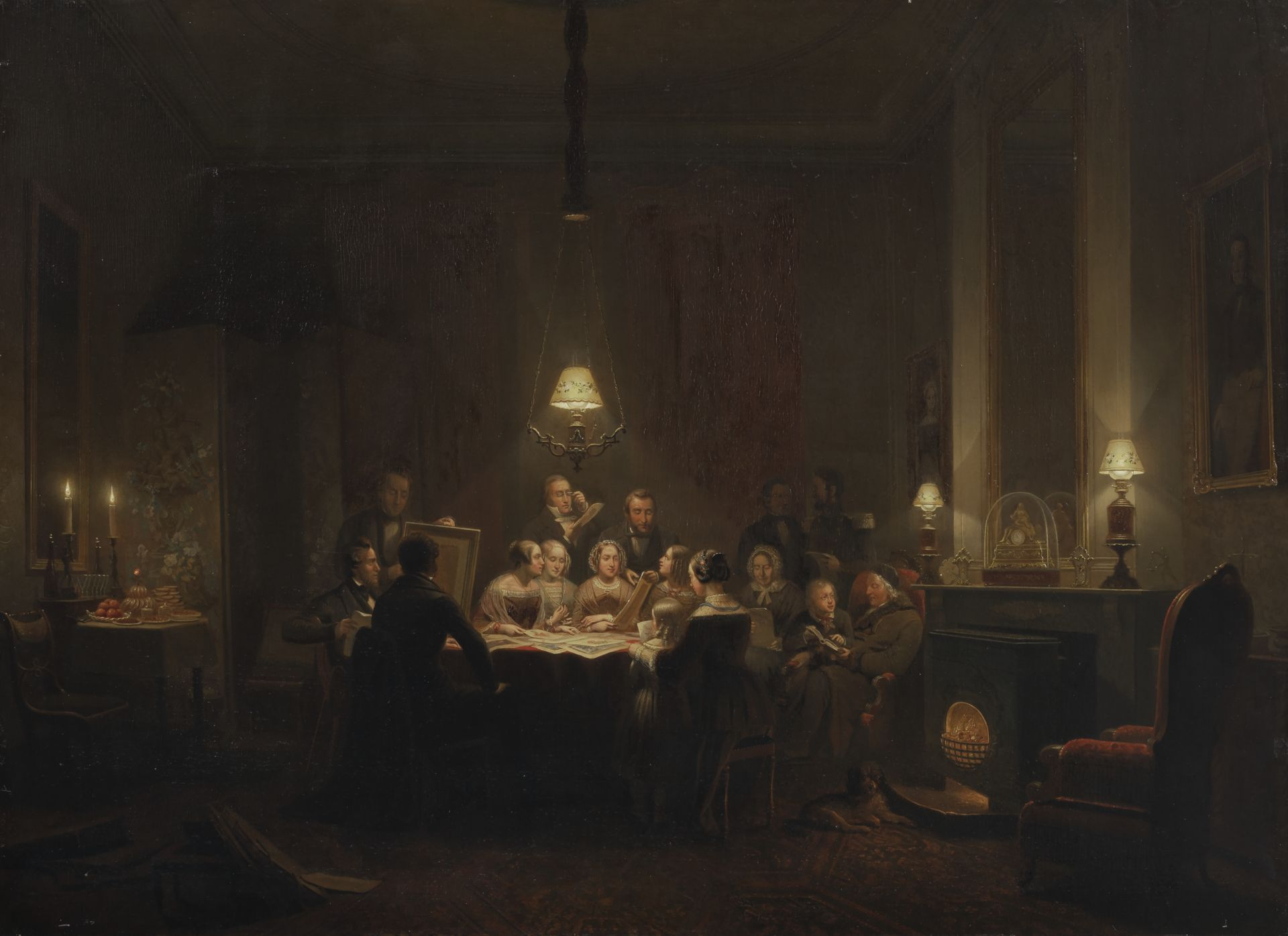
Reneke de Marees van Swinderen (1764-1848) met kinderen en kleinkinderen
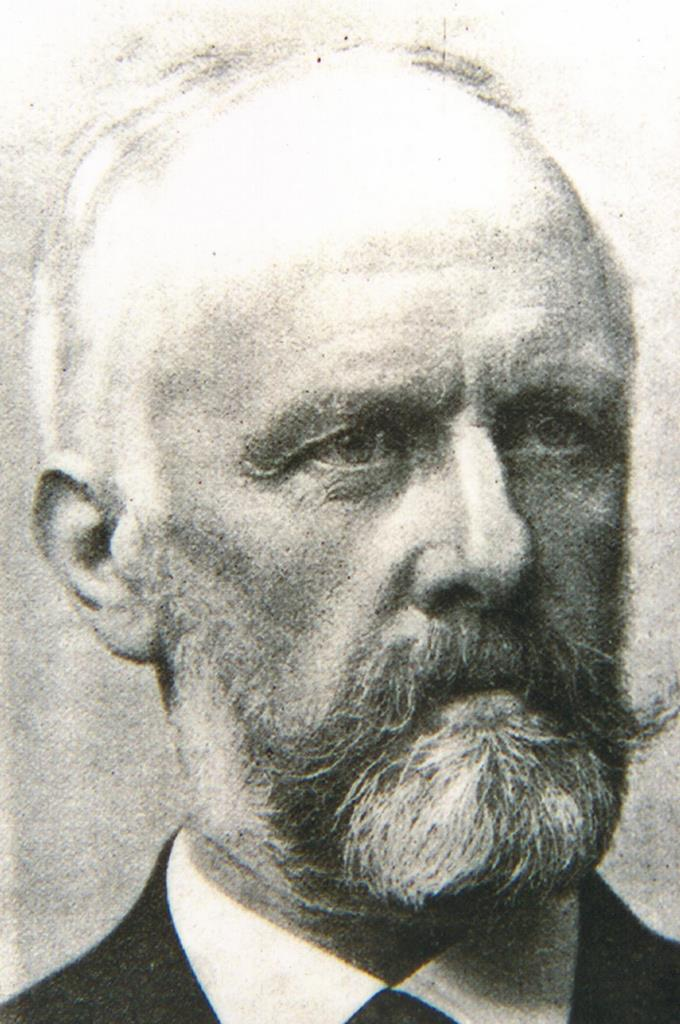
Gerard Regnier Gerlacius van Swinderen (1804-1879)
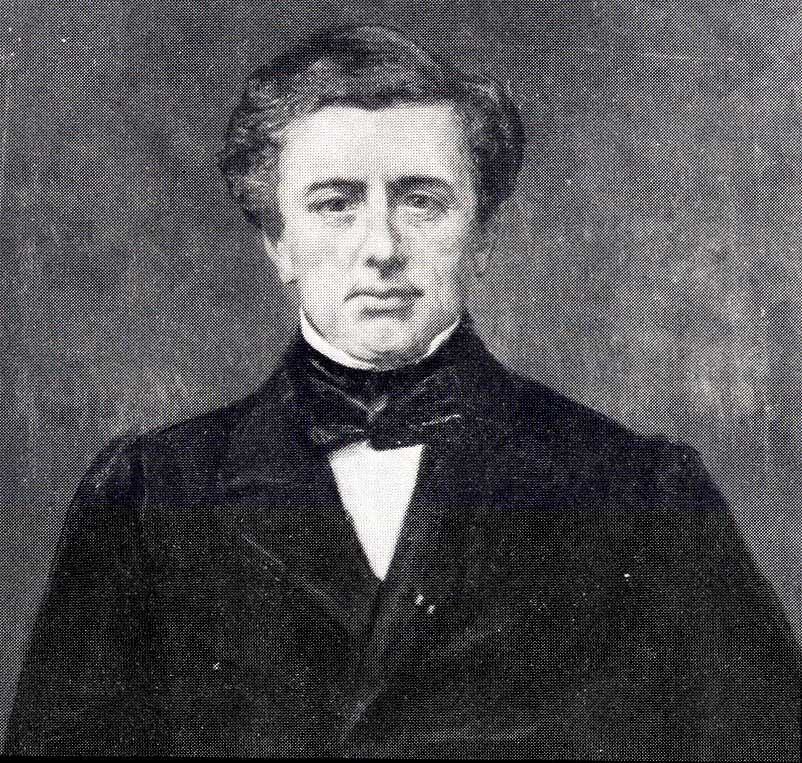
Oncko Quirijn Jacob Johan van Swinderen (1812-1870)
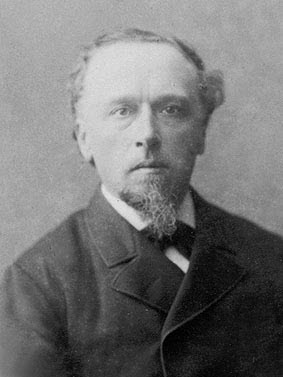
Jan Hendrik Frans Karel van Swinderen (1837-1902)
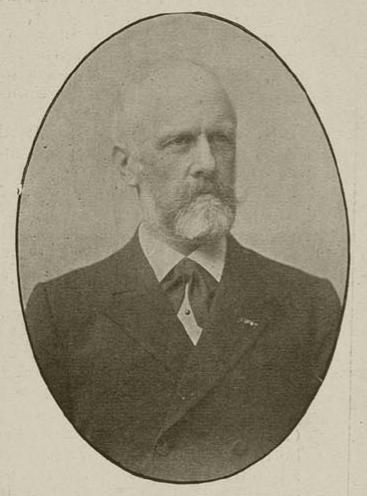
Petrus Johannes van Swinderen (1842-1911)
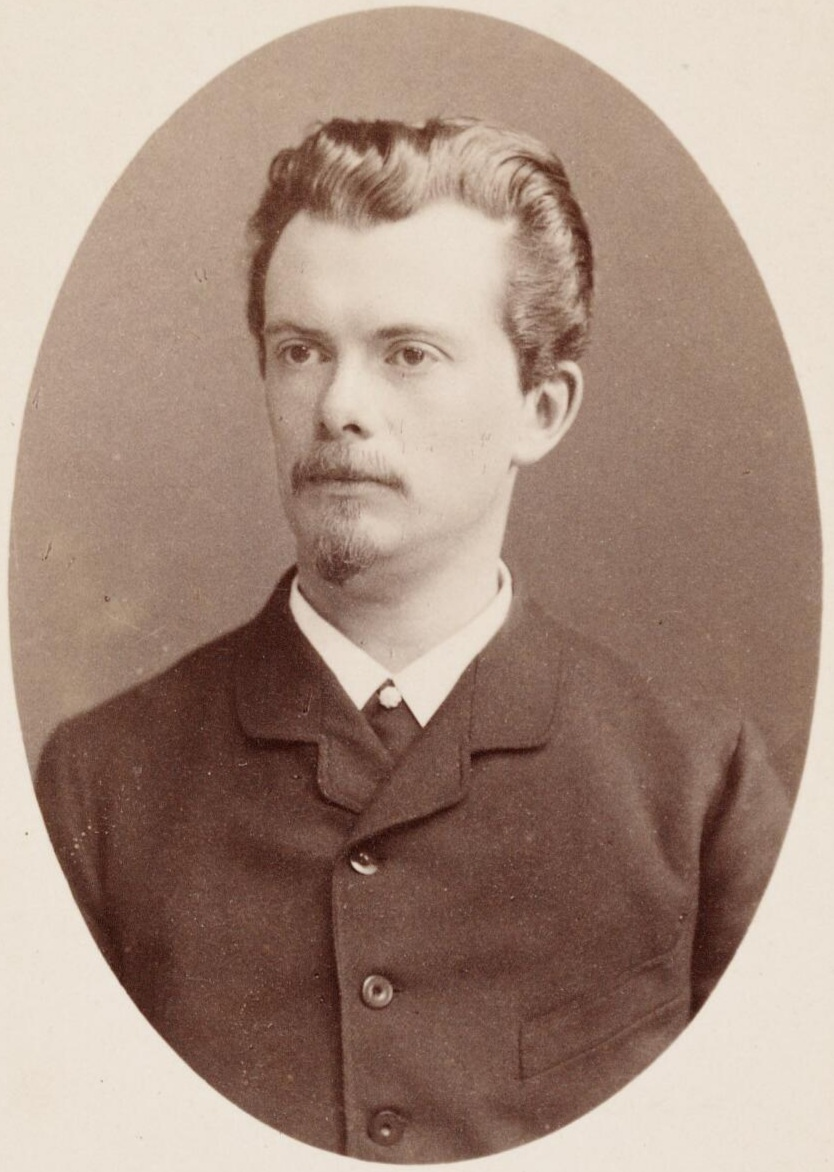
Toon de Marees van Swinderen (1854-1902)
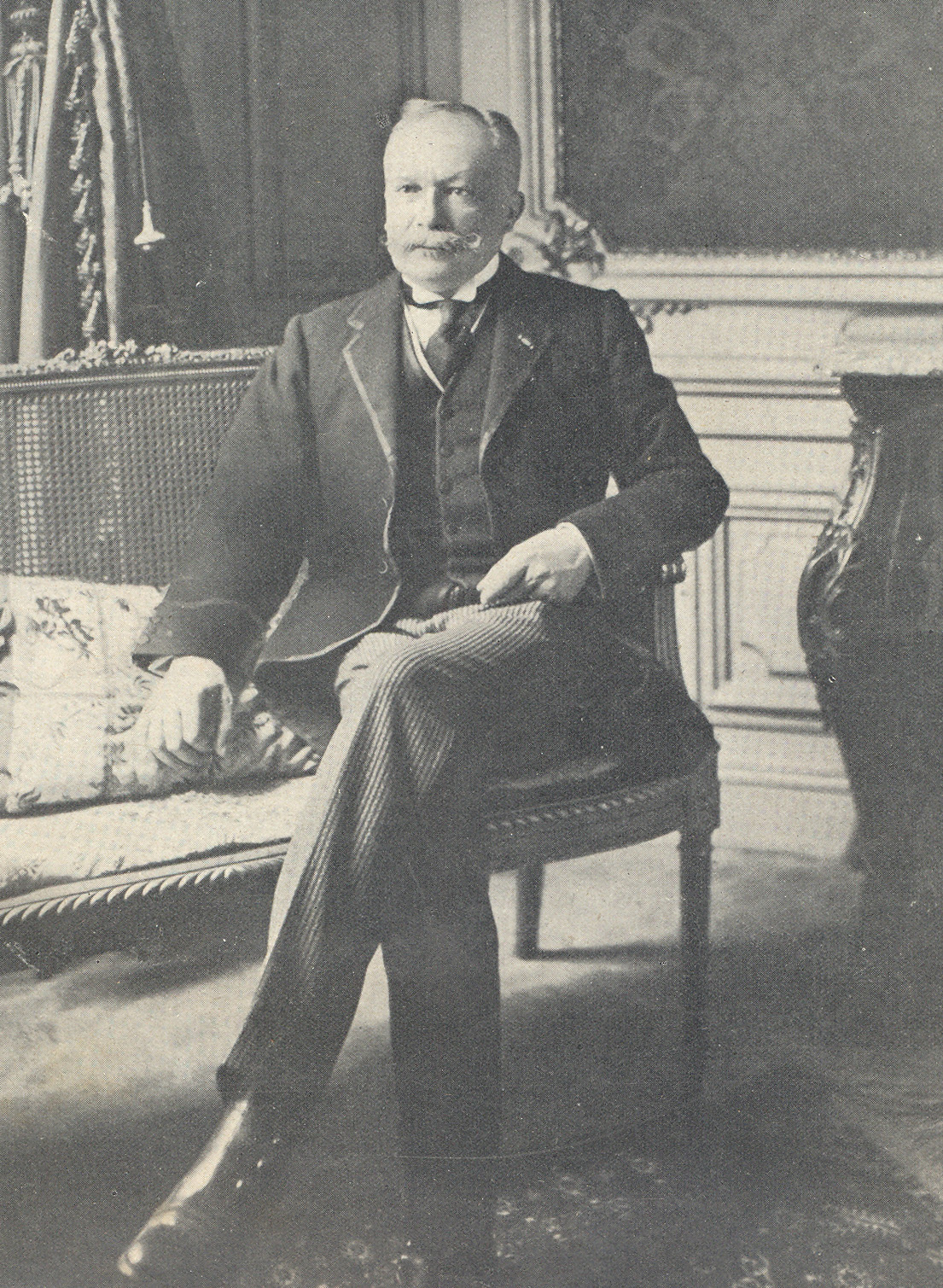
René de Marees van Swinderen (1860-1955) in 1911